# 成海さやか
成海 さやか（なるみ さやか、1993年5月18日 - ）は、日本のAV女優。サンプロ所属。

## 出演作品

### アダルトDVD
2014年
- 乳感マシュマロ真正中出し（12月27日、モブスターズ）

2015年
- 毎日中出し 孕ませシェアハウス（9月24日、ROCKET）

2016年
- グラマラスワイフ デカ尻爆乳若妻 留美さん 26歳 Hカップ（1月11日、マザー）
- ムチムチどすけべお姉さん 元陸上部のメリハリボディーとデカ尻がエロい携帯ショップ販売員 るみ 26歳 Hカップ（2月21日、ケー・トライブ）

2017年
- 日○体○大学併設 競泳アスリートばかりを狙うスポーツトレーナー整体治療院 10（1月1日、変体紳士クラブ）
- 超名門セックス部合宿 まるごと全員に種くばり（2月1日、ZUKKON/BAKKON）
- Wデカ尻サンドイッチプレス～村上涼子・成海さやか（5月19日、MARRION）
- 素人カップル対抗！男女混合エロプロレス（7月6日、ROCKET）
- ビキニの巨乳お姉さんおっぱいカーウォッシュしてみませんか？ 2（7月6日、ROCKET）
- 素人カップル対抗！クイ打ちピストン騎乗位でクイズに答えて賞金100万円 パート2　司会■川越ゆい（7月6日、ROCKET）